# 캐슬 폴스: 머니 게임
캐슬 폴스: 머니 게임(Castle Falls)은 미국에서 제작된 돌프 룬드그렌 감독의 2021년 액션, 드라마, 스릴러 영화이다. 돌프 룬드그렌 등이 주연으로 출연하였다.

## 출연

### 주연
- 돌프 룬드그렌
- 스콧 앳킨스